# کیوشی ناکاتانی
کیوشی ناکاتانی (ژاپنی: 中谷 喜代志؛ زادهٔ ۷ مهٔ ۱۹۹۱) یک بازیکن فوتبال اهل ژاپن است.
از باشگاه‌هایی که در آن بازی کرده‌است می‌توان به باشگاه فوتبال ونریر هاچینوهه اشاره کرد.